# Burlövs Bostäder

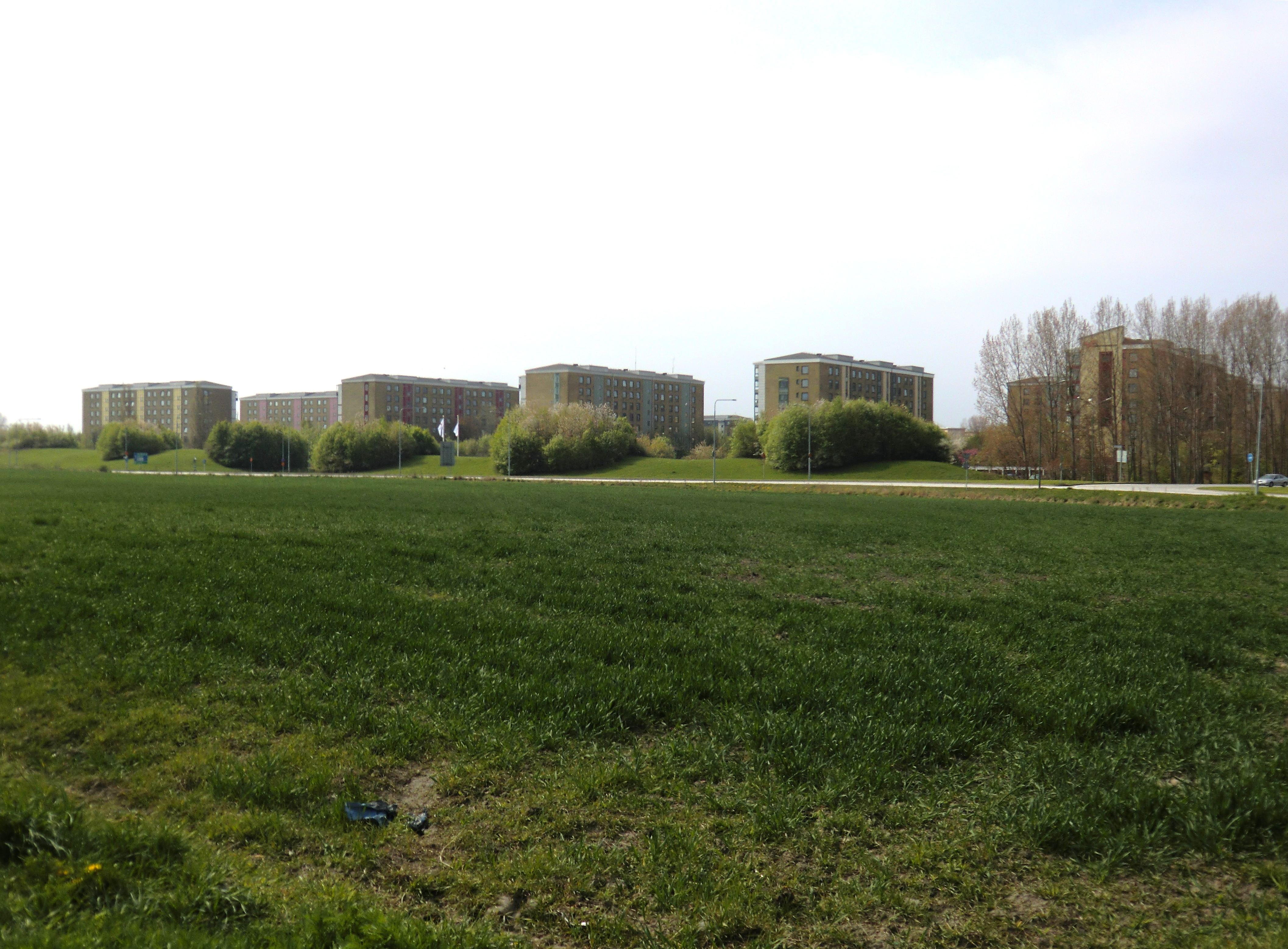
Höghus på Svenshögsområdet

Burlövs Bostäder bildades 1955 och är det kommunala och allmännyttiga bostadsbolaget i Burlövs kommun. Bolaget äger och förvaltar närmare 2 500 lägenheter.
Burlövs Bostäder var från början en stiftelse och hette då Stiftelsen Burlövsbostäder (SBB), men bolagiserades i början av 2000-talet.